# Tour de Romandía 1985
La 39.ª edición del Tour de Romandía se disputó del 7 de mayo al 12 de mayo de 1985 con un recorrido de 760,3 km dividido en un prólogo inicial y 6 etapas, con inicio en Monthey, y final en Ginebra.
El vencedor fue el suizo Jorg Muller, cubriendo la prueba a una velocidad media de 33,8 km/h.

## Etapas[1]
| Etapa   | Recorrido                    | Km    | Ganador              |
| Prólogo | Monthey                      | 5,4   | Moreno Argentin      |
| 1.ª     | Monthey-Villeneuve           | 183,7 | Eddy Schepers        |
| 2.ª     | Villeneuve-La Chaux de Fonds | 194,8 | Alessandro Paganessi |
| 3.ª     | La Chaux de Fonds-Moutier    | 59,1  | Acacio Da Silva      |
| 4.ª     | Moutier-Nyon                 | 206,6 | Johan van der Velde  |
| 5.ªa    | Nyon                         | 23,8  | Tommy Prim           |
| 5.ªb    | Nyon-Ginebra                 | 86,9  | Silvestro Milani     |

## Clasificaciones
Así quedaron los diez primeros de la clasificación general de la segunda edición del Tour de Romandía
| \| 1. \| Jorg Muller \| Suiza \| 22h 25'23" \| \| \| 2. \| Acacio Da Silva \| Portugal \| + 1'32" \| \| \| 3. \| Tommy Prim \| Suecia \| + 2'56" \| \| \| 4. \| Joop Zoetemelk \| Países Bajos \| + 3'06" \| \| \| 5. \| Niki Rutimann \| Suiza \| + 3'27" \| \| \| 6. \| Jean-Marie Grezet \| Suiza \| + 3'35" \| \| \| 7. \| Johan Van der Velde \| Países Bajos \| + 3'37" \| \| \| 8. \| Beat Breu \| Suiza \| + 3'59" \| \| \| 9. \| Marino Lejarreta \| España \| + 4'00" \| \| \| 10. \| Hubert Seiz \| Suiza \| + 4'08" \| \| |                     |              |            |  |
| 1. | Jorg Muller         | Suiza        | 22h 25'23" |  |
| 2. | Acacio Da Silva     | Portugal     | + 1'32"    |  |
| 3. | Tommy Prim          | Suecia       | + 2'56"    |  |
| 4. | Joop Zoetemelk      | Países Bajos | + 3'06"    |  |
| 5. | Niki Rutimann       | Suiza        | + 3'27"    |  |
| 6. | Jean-Marie Grezet   | Suiza        | + 3'35"    |  |
| 7. | Johan Van der Velde | Países Bajos | + 3'37"    |  |
| 8. | Beat Breu           | Suiza        | + 3'59"    |  |
| 9. | Marino Lejarreta    | España       | + 4'00"    |  |
| 10. | Hubert Seiz         | Suiza        | + 4'08"    |  |